# Nava de Francia
Nava de Francia è un comune spagnolo di 152 abitanti situato nella comunità autonoma di Castiglia e León.